# Głodna Wólka (Pomorzany)
Głodna Wólka – część wsi Pomorzany (do 31 grudnia 2002 przysiółek) w Polsce, położona w województwie mazowieckim, w powiecie radomskim, w gminie Wierzbica.